# Tiroler Schützen
Als Tiroler Schützen bezeichnen sich spezielle traditionelle Schützenvereinigungen in Tirol (Nord- und Osttirol, Südtirol und Welschtirol), sogenannte Kompanien. Sie sind vergleichbar den Gebirgsschützen in Bayern.

Die traditionellen Farben der Schützen, auf den Fahnen oft begleitet vom Tiroler Adler mit Krauskranz

## Geschichte

### Frühgeschichte

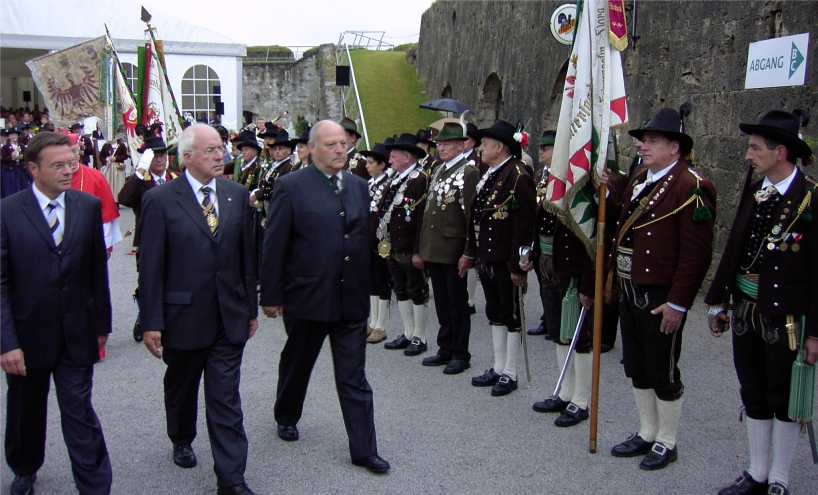
Günther Platter, der damalige österreichische Innenminister, Herwig van Staa, ehemaliger Landeshauptmann von Tirol und Luis Durnwalder, Landeshauptmann von Südtirol, beim Abschreiten einer Ehrenkompanie der Kufsteiner Schützen am 15. August 2004

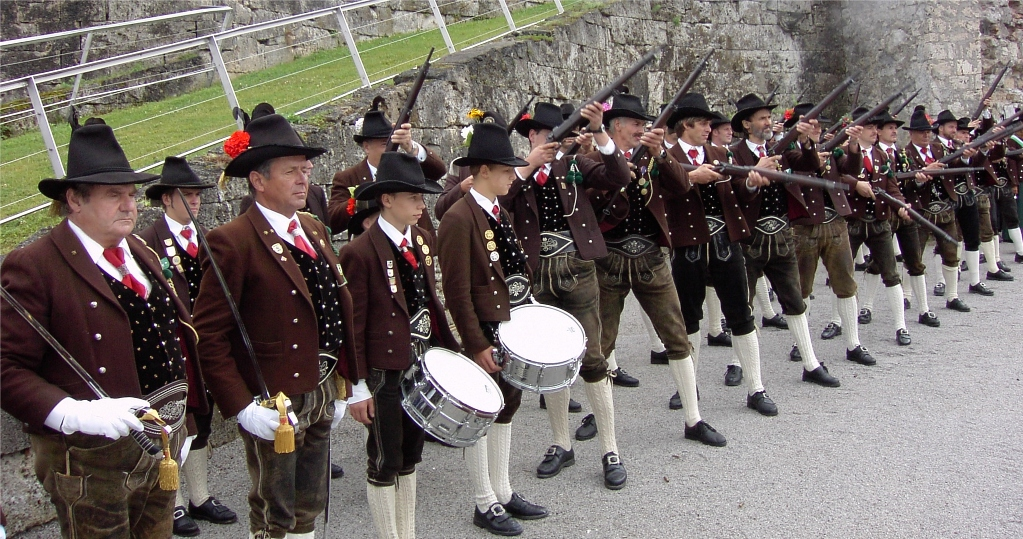
Thierberger Schützenkompanie beim Abfeuern einer Ehrensalve (2004)

Ihre Geschichte reicht bis ins Mittelalter zurück. In Tirol gab es bereits im 13. Jahrhundert eine Ständevertretung, in der nicht nur Adel und Geistlichkeit, sondern auch Bürger und Bauern vertreten waren. Sie hatten an der Regierung des Landes Anteil. Dazu kam noch eines: es herrschte Waffenfreiheit. Doch wo Recht ist, erwächst auch Pflicht: Mit dem Recht der politischen Mitbestimmung übernahm die Bevölkerung die Pflicht, die Heimat und das Land zu schützen und zu verteidigen.
Im Jahre 1323 legte der Landtag in der ältesten deutschsprachigen ständischen Verfassung die Landesverteidigung so fest, dass im Notfall alle wehrhaften (tauglichen) Männer aufgeboten werden konnten. Herzog Friedrich IV. schuf 1416 eine neue Wehrordnung für Tirol, durch die der Adel seine Vorherrschaft verlor. Das Hauptgewicht trugen die Bürger und Bauern. Das Wesentlichste aber war, dass die Tiroler nur zur Verteidigung ihres eigenen Landes aufgeboten werden konnten. In einem der wichtigsten Zentren des spätmittelalterlichen Landes, Bozen, ist bereits seit dem späten 15. Jahrhundert eine städtische Schützengilde mit stark korporativem Sozialcharakter bezeugt; sie war zu einer Bruderschaft vereinigt, die regelmäßige Schießübungen und Schützenfeste mit Preisschießen veranstaltete und auch über ein eigenes Archiv verfügte, das schon 1488 mit Jahresabrechnungen der Büchsenmeister einsetzt.

### Vom Landlibell bis zum Ende des Ersten Weltkriegs
Entscheidend im verfassungsrechtlichen Sinn wurden dann jene als Landlibell bezeichneten Bestimmungen, die Kaiser Maximilian I. gemeinsam mit dem Tiroler Landtag 1511 erließ.
Schon sehr früh gab es Veranstaltungen wehrfähiger Männer zum Zweck der Schießausbildung. Spätestens seit 1400 nannte man die mit der Armbrust bewaffneten Leute „Schützen“. Unter Kaiser Maximilian, der das Schützenwesen sehr förderte, gab es bereits viele Schießplätze, und mit der Verbesserung der Feuergewehre mehrten sich diese Einrichtungen.
In der Zuzugsordnung Kaiser Leopolds I. von 1704 fasste man die Scheiben- und Scharfschützen, die sich 1703 beim Bayrischen Rummel so bewährt hatten, zum ersten Mal zu einem 16 Kompanien starken Regiment zusammen. Auch eine eigene Ordnung für „gesamthe Schieß-Stände in Tyrol“ wurde 1738 erlassen.
Der Landesherrschaft war bewusst, wie sehr im Gebirgskrieg die gut zielenden Einzelschützen dem auf Salvenfeuer gedrillten Militär überlegen waren. Immer wieder konnten die Tiroler Schützen ihre Kampfkraft, bedingt durch ihren Mut, ihre Heimatliebe, den guten Zusammenhalt in der Dorfgemeinschaft und ihre Treffsicherheit unter Beweis stellen, nicht zuletzt im Freiheitskrieg von 1809, als sie die siegesgewohnten Franzosen unter ihrem Marschall Lefebvre schlugen. Der Friede von Schönbrunn führte zum erneuten Aufstand, der allerdings am 1. November 1809 mit der Niederlage der Tiroler unter Andreas Hofer am Bergisel endete. Hofer wurde später festgenommen, vor ein Kriegsgericht gestellt und am 20. Februar 1810 in Mantua erschossen.
1813 wurde das Tiroler Jägerkorps aufgestellt, aus dem im Jahr 1815 das Kaiserjägerregiment hervorging. Daneben musste das Land Tirol nach dem Landlibell bei Gefahr 20.000 Mann alter Miliz  aufbringen, die als Landesschützen oder Schützen bezeichnet wurden. Den Kern bildeten die Standschützen.
In den Kriegen Österreichs gegen Italien 1848 und 1866 wurden auch die Tiroler Landesschützen- und Scharfschützenkompanien aufgeboten. Im Ersten Weltkrieg wurden die drei Landesschützenregimente – entgegen der Selbstverteidigungsmaxime – zusammen mit den Kaiserjägern an die russische Front verlegt, wo sie schwere Verluste erlitten; die im Lande verbliebenen Standschützen wurden erst nach dem Kriegseintritt Italiens ab dem 18. Mai 1915 an der Südfront eingesetzt. Sie hatten einen nicht unbedeutenden Anteil daran, den italienischen Angriff in den ersten Kriegswochen aufzuhalten.
Noch vor dem Ersten Weltkrieg, insbesondere im Kontext der Jahrhundertfeier 1809–1909, wurde die Uniformierung der Schützen massiv vorangetrieben, und es wurden auf der Grundlage lokaler Kleidungstraditionen vielfach neue Trachten kreiert.

### Die Tiroler Schützen als Schützenvereinigung ab 1919

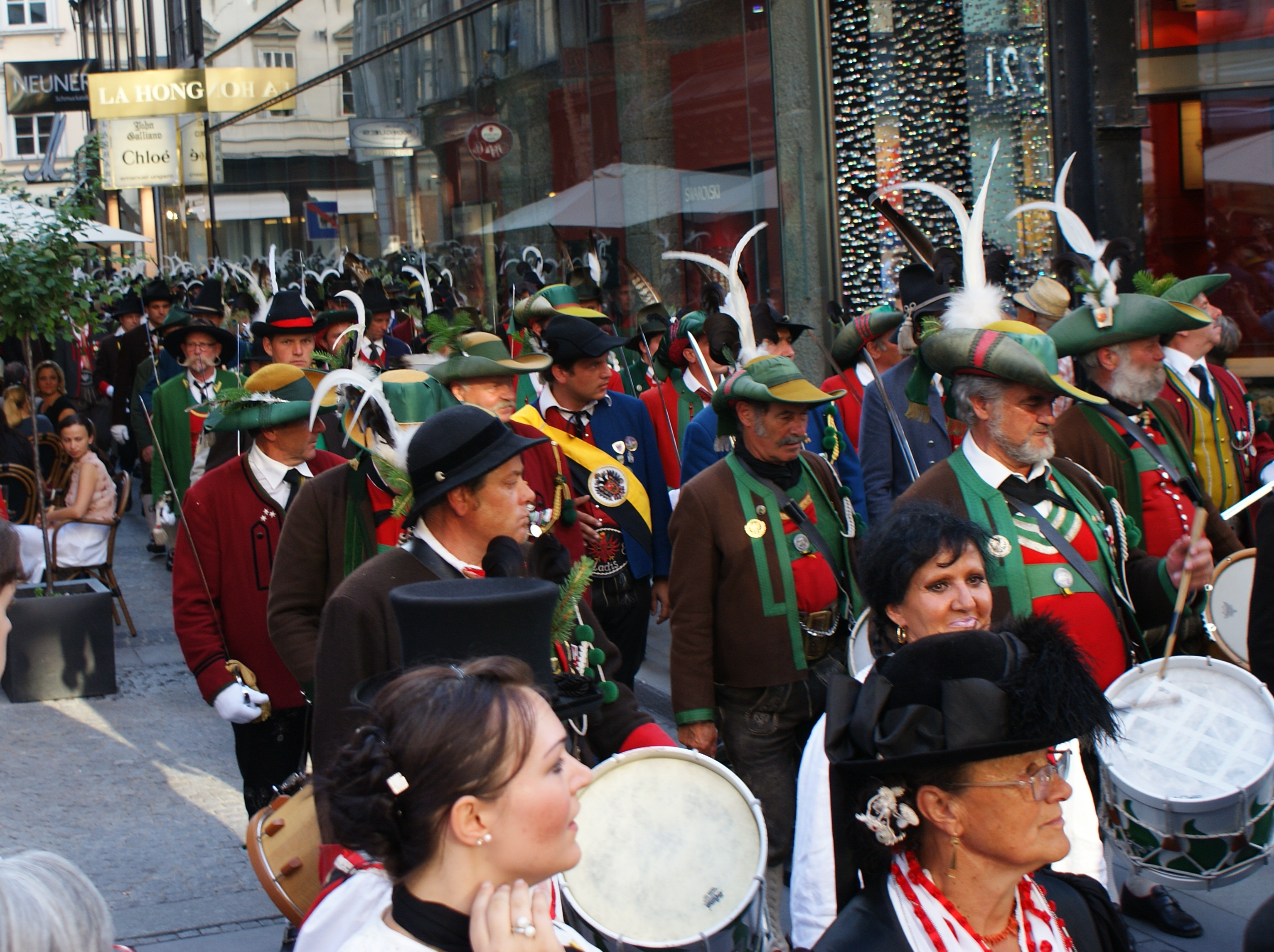
Schützen am Begräbnis von Otto Habsburg-Lothringen in Wien 2011

Mit Ende des Ersten Weltkrieges ging mit dem  Untergang der Monarchie die Aufgabe der Schützen für die Landesverteidigung in Tirol zu Ende. Die Tiroler Schützen blieben aber als nichtstaatliche Schützenvereinigungen bestehen. Im von Italien annektierten Südtirol kam es 1922 zum  Verbot der Schützenkompanien. Während der nationalsozialistischen Besetzung Südtirols 1943–1945 kam es zu einer Reaktivierung des Südtiroler Schützenwesens und zu seiner vollständigen Funktionalisierung für die NS-Politik.
Nach dem Zweiten Weltkrieg wurden um 1946/47 in Innsbruck und Umgebung, dann besonders im Oberinntal, im Wipp- und Stubaital wieder einige Schützenkompanien gebildet. Allerdings wurden auch insbesondere von der amerikanischen Besatzungsmacht viele Gewehre beschlagnahmt, Fahnen und Trachten vernichtet. Nach der Übernahme der Kontrolle Tirols durch die Franzosen unter General Béthouart kam es am 20. April 1950 zur Gründung des „Bundes der Tiroler Schützenkompanien“, die damaligen Sport- und Scheibenschützen bildeten dagegen den „Tiroler Landesschützenbund“. 1965 war der Bund der Tiroler Schützenkompanien schon auf 204 Kompanien angewachsen.

## Südtiroler Schützenbund

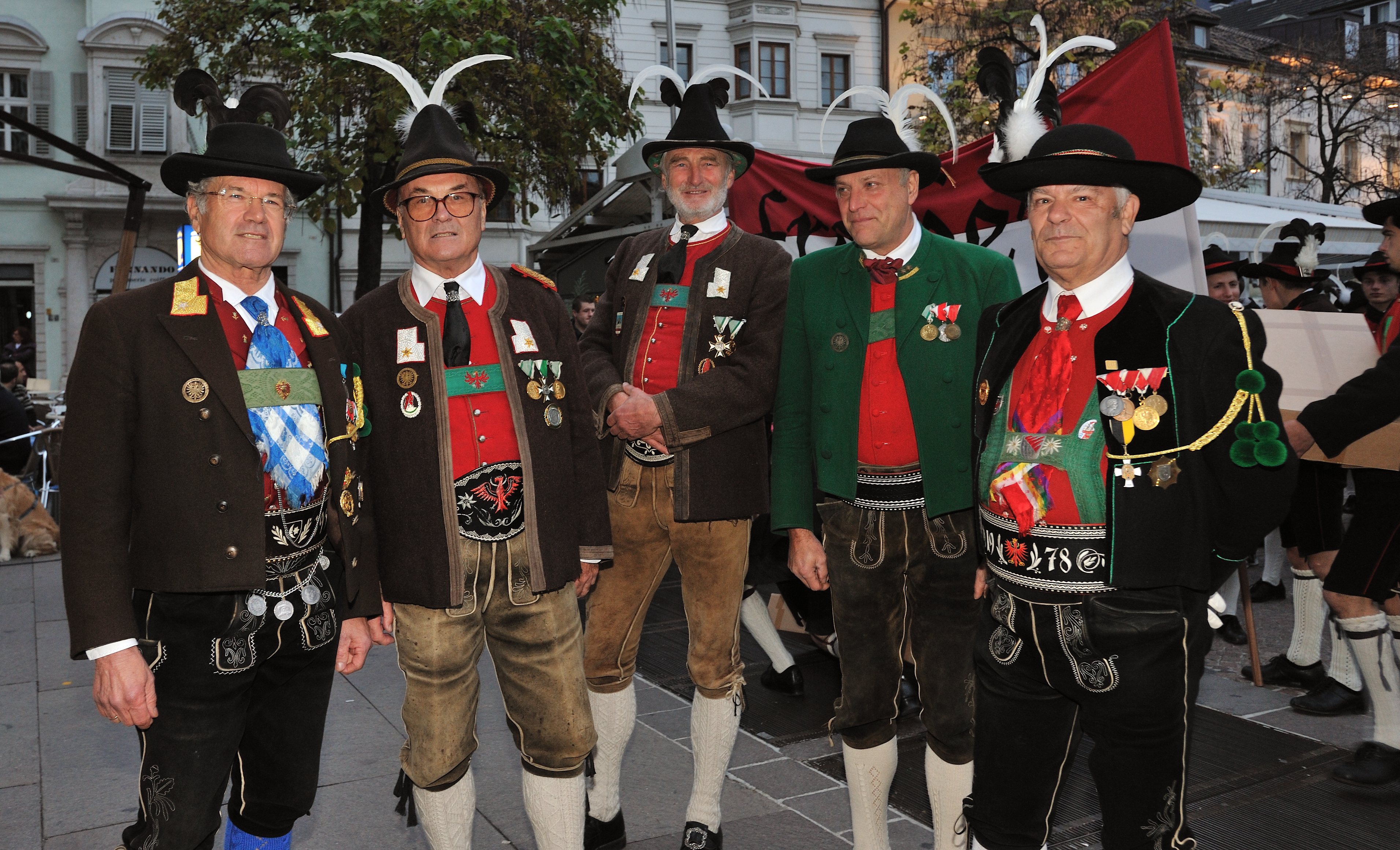
Im Bild von links: Landeskommandant Mjr. Paul Bacher (Gries), der Obmann des Gesamttiroler Schützenbundes Mjr. Hermann Huber (Lienz), Mjr. Bertl Jordan (Abfaltersbach), Bundesfähnrich Olt. Josef Seppi (Kaltern) und Ehrenhauptmann Werner Wenighofer (Jenesien) (2008)

Nach 1946 kam es zum Wiedererstehen der Südtiroler Schützenkompanien  – bzw. des Südtiroler Schützenbunds (SSB) seit 1958. Nach dem aufflammenden Kampf um die Autonomie Südtirols im Jahre 1961 kam es durch ein staatliches Verbot zum fast vollständigen Erliegen der Tätigkeit des SSB. 1968 konnte der SSB seine Tätigkeit mit 72 Schützenkompanien wieder aufnehmen. Seit 2000 dürfen die Südtiroler Schützen auch wieder mit historischen Waffen ausrücken.
Insgesamt gehören 140 Schützenkompanien und 3 Schützenkapellen mit 5.128 Mitgliedern in 7 Schützenbezirken dem Südtiroler Schützenbund an.

## Welschtiroler Schützenbund

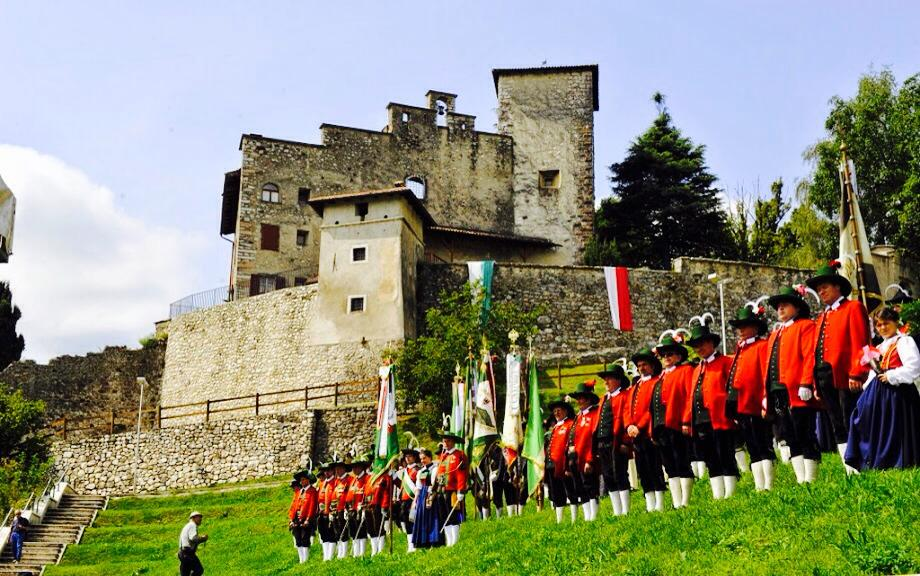
Die Schützenkompanie Castelam vor Schloss Castellano (Welschtirol)

Der Welschtiroler Schützenbund entstand 1982/83 wieder. Seit 2000 dürfen die Welschtiroler Schützen auch wieder mit historischen Waffen ausrücken. Heute umfasst der Welschtiroler Schützenbund (WSB) 26 (4 Kompanien sind noch nicht operativ) Schützenkompanien (mit ca. 900 Mitgliedern).

## Tiroler Schützen heute
Das Traditionsschützenwesen gliedert sich in die Viertel Oberland, Tirol-Mitte, Unterland und Osttirol. Jedes dieser Viertel umfasst mehrere Bataillone (insgesamt 26), denen jeweils etliche Kompanien untergeordnet sind.
Der Bund der Tiroler Schützenkompanien zählt 235 Schützenkompanien.
Am 17. September 1995 wurden in Innsbruck die Schützenbünde der historischen Teile Tirols, also Nord- und Osttirols, Süd- sowie Welschtirols ihre Wiedervereinigung in Form einer Dachorganisation, dem Gesamttiroler Schützenbund besiegelt. Am 26. November 2011 wurde der GTSB in den neuen Verband „Tiroler Schützen“ übergeführt, um mit der erneuerten Struktur die Zusammenarbeit weiter zu stärken und künftigen Herausforderungen besser begegnen zu können.
Die Tiroler Schützenkompanien verstehen sich heute hauptsächlich als Vereinigung zur Traditionspflege, der Vermittlung von Werten und der (geistigen) Verteidigung der Tiroler Landesinteressen, wobei dabei eine eher konservative Position eingenommen wird.
Am 8. November 2008 organisierte der Südtiroler Schützenbund die bisher größte Protestkundgebung gegen faschistische Relikte (darunter besonders das Siegesdenkmal) in Südtirol. Demonstriert wurde dabei „gegen Faschismus und für Tirol“. Gefordert wurde die Schleifung aller faschistischen Relikte und die Wiedervereinigung Tirols. Rund 3500 Schützen und Zivilisten nahmen bei der Protestkundgebung und dem anschließenden Protestmarsch teil. Während des Protestzuges wurden die Demonstranten von Südtirolern der deutschen aber auch der italienischen Sprachgruppe mit Applaus unterstützt. In der Nähe des Siegesdenkmals wurden die (deutsch- und italienischsprachigen) Demonstranten von rund 500 italienischen Neofaschisten mit Faschistengruß und Beschimpfungen empfangen. Das große Polizeiaufgebot konnte ernstere Auseinandersetzungen verhindern.
Am 18. Mai 2013 fand, unter dem Motto iatz! Mehr Freiheit und Unabhängigkeit eine Großveranstaltung des Südtiroler Schützenbundes statt. Der Zustrom übertraf die Erwartungen erheblich. Die Gastrede bei dem ersten Unabhängigkeitstag in Meran hielt Klaus Tschütscher, ehemaliger Regierungschef in der Regierung des Fürstentums Liechtenstein.
Im Tiroler Gedenkjahr wurden im Rahmen des Projektes „An der Front 1915–2015“ (Tiroler Standschützen mussten als letztes Aufgebot an die Südfront) 74 Kreuze an der ehemaligen Front zwischen Ortler und Winklertal aufgestellt, nachdem sie in Bozen von der katholischen Geistlichkeit geweiht wurden.